# Клан Логан
Логан (англ. Logan) — один из немногих кланов, являющихся одновременно кланом как горных, так и равнинных районов Шотландии. Сегодня Логаны не имеют главы клана, поэтому подчиняются непосредственно департаменту геральдики (англ. Court of the Lord Lyon) c Лордом-Геральдом (англ. Lord Lyon King of Arms) во главе (самый молодой среди чинов Высших сановников Шотландии).

## Происхождение клана
Считается, что самоназвание Логан произошло от названия урочища, расположенного на месте сегодняшнего Саут-Эршира. Также на кельтском языке слово logan (включая родственные laggan, и logie) означает голое место, равнину, или луг.
Самая первая запись о человек с фамилией Логан датируется 1204 годом, в которой сказано, что некто Роберт Логан (Robertus de Logan) сложил с себя полномочия управляющего Инглбристоуна (англ. Ingilbristoun). Вскоре же он получил земельные пожалования от короля Вильгельма Льва. Затем в продолжение XIII века вариации имени Логана встречаются уже довольно часто. Несколько Логанов встречаются в Рагманских свитках, среди дворян дающих клятву верности поработившему Шотландию Эдуарду I Английскому.

## Исторические судьбы
Известно, что Вальтер Логан, лорд оф Хартсайд (lord of Hartside) был шерифом Ланаркшира в 1301 году, а получил эти земли (урочище Lus) в подарок от Роберта Брюса в 1298 году. Эдуард I дважды конфисковывал его владения именно за поддержку мятежного барона Брюса. В 1306 году Вальтер Логан был захвачен англичанами, а затем повешен в Дареме (Durham) во время визита туда принца Эдварда Карнарвонского (будущего Эдуарда II).
В 1330 году братья сэр Роберт Логан оф Ласталриг (Lastalrig) и сэр Вальтер Логан-младший участвовали в последнем сражении Чёрного Дугласа, когда тот прибыл в Испанию, сопровождая ларец с сердцем покойного Роберта Брюса, согласно завещанию последнего похоронить оное в Палестине. По пути на Восток шотландские пилигримы были с почётом приняты кастильским королём Альфонсо XI, который предложил им принять участие в сражении с гранадскими маврами. В битве при Тебе погибли как сам Чёрный Дуглас, так и его друг Уильям Синклер оф Росслин, и оба брата Логаны.
В XV веке клан Логан владел землями Ласталриг (англ. Lastalrig). Сэр Роберт Логан оф Ласталриг взял в жёны Катерину Стюарт, дочь Роберта II Шотландского. 3 ноября 1394 г. король Роберт III пожаловал Роберту Логану земли в Гругаре. В 1400 году Роберт Логан был назначен адмиралом Шотландии, а в 1424 году стал одним из шотландских заложников в Англии — в обмен на освобождение короля Якова I. Сын Роберта Логана — Джон Логан стал шерифом Эдинбурга по указу короля Якова II. 
В 1555 году Логаны продали право владения портом Лейт королеве Марии де Гиз.
В 1699 году Джеймс Логан стал секретарём Уильяма Пенна — основателя Пенсильвании, а в 1736 году стал губернатором этой колонии.

### Клан Макленнан

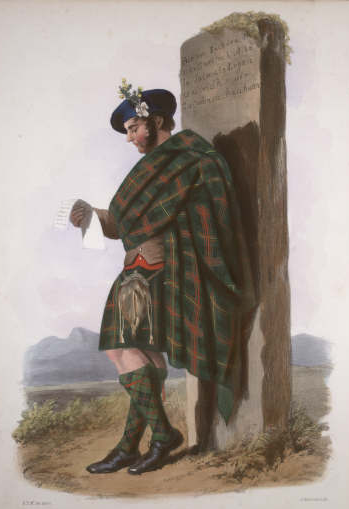
Представитель клана Логан, работа Роберта Рональда Мак-Иана, из «Горные кланы Шотландии», 1845 год.

Считается, что основателем клана Мак-Леннан был внук Гиллегорма Логана (англ. Gilliegorm), главы клана Логан в 1372 году. Может быть, именно поэтому оба клана (Логан и Макленнан) имеют одинаковый тартан. Этот тартан был впервые представлен в 1831 году в книге историка Джеймса Логана (англ. James Logan) «The Scottish Gaël». Позднее статья Логана и рисунок тартана были опубликованы в книге «Горные кланы Шотландии» (1845 год) и сопровождены иллюстрациями Роберта Рональда Мак-Иана.